# 海陵岛经济开发试验区
海陵岛经济开发试验区是中国广东省阳江市下辖的一个开发区。1992年经广东省政府批准设立，面积109.8平方公里，下辖海陵镇、闸坡镇2个镇，人口9.26万人。区内的大角湾风景区是国家AAAA级风景区。
2010年4月份海陵镇和闸坡镇合并为闸坡镇，至此，在海陵岛中地域面积和人口占绝大多数的海陵镇不复存在。